# (11878) Hanamiyama
(11878) Hanamiyama est un astéroïde de la ceinture principale.

## Description
(11878) Hanamiyama est un astéroïde de la ceinture principale. Il fut découvert le 18 avril 1990 à Geisei par Tsutomu Seki. Il présente une orbite caractérisée par un demi-grand axe de 2,39 UA, une excentricité de 0,14 et une inclinaison de 3,9° par rapport à l'écliptique.

## Compléments